# Jorge Bruni
Jorge Ricardo Bruni Machín (Uruguay, 28 de septiembre de 1941-13 de diciembre de 2020) fue un abogado, y político uruguayo, perteneciente al Frente Amplio. Fue ministro del Interior durante el primer gobierno de Tabaré Vázquez.

## Carrera
Graduado como abogado laborista en la Universidad de la República en 1977. Fue docente de la cátedra de Derecho Laboral y Seguridad Social en la Universidad de la República entre 1991 y 1996. Fue miembro del Equipo de Representantes de los Trabajadores en el Directorio del Banco de Previsión Social desde octubre de 1992. Se desempeñó como asesor letrado de la Central Única de Trabajadores del Uruguay, siendo coordinador de la Sala de Abogados.
En el Mercosur integró la Coordinadora de Centrales Sindicales, fue miembro de la Comisión tripartita Socio Laboral, y representante sindical del Subgrupo de Trabajo 10 de Relaciones Laborales, Empleo y Seguridad Social. Actualmente, fue el Coordinador Gubernamental de Uruguay de ese Subgrupo, y fue miembro titular gubernamental de la Comisión Socio Laboral del Mercosur.
Tuvo una gran actividad en prensa, habiendo sido coordinador y redactor responsable de la revista de la Seguridad Social, órgano oficial del PIT-CNT en la materia; y durante catorce años fue columnista semanal del diario La República de Montevideo.

## Actuación en el Gobierno
El 1 de marzo de 2005, Tabaré Vázquez lo designó como subsecretario del Ministerio de Trabajo y Seguridad Social, acompañando al ministro Eduardo Bonomi.
Desempeñó el cargo de subsecretario hasta el 5 de junio de 2009, cuando fue designado por Vázquez como sucesor de Daisy Tourné en el Ministerio del Interior, a raíz de polémicas declaraciones de Tourné contra miembros de la oposición y el propio gobierno frenteamplista. Sin embargo, como Bruni se encontraba en ese momento en misión ministerial en el exterior, interinamente la cartera fue cubierta por el ministro de Transporte Víctor Rossi hasta que Bruni asumió el 16 de junio.